# Metasphenisca reinhardi
Metasphenisca reinhardi är en tvåvingeart som först beskrevs av Christian Rudolph Wilhelm Wiedemann 1824.  Metasphenisca reinhardi ingår i släktet Metasphenisca och familjen borrflugor. Inga underarter finns listade i Catalogue of Life.